# Gayrussia.ru
Gayrussia.ru ist eine Organisation für LGBT-Rechte in Russland. Sie wurde am 17. Mai 2005, dem ersten Internationalen Tag gegen Homophobie, Transphobie und Biphobie von Nikolai Alexejew in Moskau gegründet, um die Diskriminierung aufgrund sexueller Orientierung und Geschlechtsidentität in Russland zu bekämpfen.

## Engagement
Die Organisation setzt sich in verschiedenen Kampagnen für die Verteidigung von LGBT-Rechten ein, u. a. für die Aufhebung des Verbots von Homosexuellen als Blutspender, die Legalisierung der gleichgeschlechtlichen Ehe in Russland und für die Aufhebung des Gesetzes zum „Verbot von LGBT-Propaganda“. Dabei setzt Gayrussia.ru auf offene Kampagnen, mit denen versucht wird, die Probleme der LGBT-Gemeinschaft in den Medien zu thematisieren und die Sichtweise der russischen Gesellschaft auf sie zu ändern.
Gayrussia.ru ist unter anderem für die Organisation des Moscow Pride verantwortlich und organisiert zusammen mit Gaybelarus.by den Slavic Pride. Die Website der Organisation informierte die Bevölkerung über aktuelle Informationen zum Thema LBGT-Rechte und wurde zu einer häufig genutzten Informationsquelle. Gayrussia.ru kämpft trotz zahlreichen Problemen mit Politikern um das Recht, Demonstrationen durchführen zu dürfen.